# Swedish Beach Tour 2024
Swedish Beach Tour 2024 var 2024 års upplaga av Swedish Beach Tour, en beachvolleybolltour i Sverige. Den genomfördes 29 mars till 25 augusti 2024. Tourfinal vanns på damsidan av Fanny Åhman och Helene Jernbeck och på herrsidan av Anton Andersson och Stefan Andreasson.

## Elittävlingar[1][2]
| Datum                     | Ort        | Nivå      | Vinnare                            | Vinnare                              |
| Datum                     | Ort        | Nivå      | Damer                              | Herrar                               |
| ------------------------- | ---------- | --------- | ---------------------------------- | ------------------------------------ |
| 29-30 mars                | Göteborg   | 4*        | Hulda Rudberg / Sara Malmström     | Anton Andersson / Stefan Andreasson  |
| 1/2 juni                  | Sollentuna | 4*        | Selma Robinson / Ellen Lindqvist   | Linus Isaksson / Theodor Grahn       |
| 8-9 juni                  | Södertälje | 4*        | Fanny Åhman / Isabelle Reffel      | Teddie Almblad Engvall / Ted Zethson |
| 15-16 juni                | Göteborg   | 5*        | Fanny Åhman / Isabelle Reffel      | Anton Björklund / Martin Johansson   |
| 3-4 juli                  | Åhus       | 5*        | Selma Robinson / Line Andersson    | Linus Isaksson / Theodor Grahn       |
| 13-14 juli                | Tofta      | 5*        | Selma Robinson / Line Andersson    | Fabian Ramén / Viktor Jonsson        |
| 20-21 juli                | Landskrona | 5*        | Selma Robinson / Line Andersson    | Anton Andersson / Stefan Andreasson  |
| 10-11 augusti             | Malmö      | 5*        | Felicia Granberg / Frida Johansson | Erik Bylund / Martin Johansson       |
| 17-18 augusti             | Ljungby    | 4*        | Frida Johansson / Line Andersson   | Jakob Molin / Gustav Molin           |
| 24-25 augusti (tourfinal) | Kalmar     | Tourfinal | Fanny Åhman / Helene Jernbeck      | Anton Andersson / Stefan Andreasson  |